# Édifice fédéral du patrimoine
Les édifices fédéraux du patrimoine (anglais : Federal Heritage Buildings) sont un programme du gouvernement du Canada visant à évaluer la valeur patrimoniale des édifices appartenant au gouvernement fédéral et ayant 40 ans et plus.
Le gouvernement fédéral possède 40 000 édifices. De ceux-ci, 20 000 ont subi une évaluation et 1300 ont été soit reconnus, soit classés.